# Doomsday Book
Pour plus de détails, voir Fiche technique et Distribution.
Doomsday Book (hangeul : 인류멸망보고서, RR : Inryu myeongmang bogoseo) est un film de science-fiction sud-coréen à trois sketches réalisé par Kim Jee-woon et Lim Pil-seong, sorti en 2012.

## Synopsis

### A Cool Brave New World
(hangeul : 멋진 신세계, RR : Mutjin Sinsegye), écrit et réalisé par Lim Pil-seong avec Lee Hwan-hee au scénario.

### Heavenly Creature
(hangeul : 천상의 피조물, RR : Chunsangui Pijomul), écrit et réalisé par Kim Jee-woon d'après une histoire originale de Park Seong-hwan.

### Happy Birthday
(hangeul : 해피 버스데이, RR : ?), écrit et réalisé par Lim Pil-seong avec Jang Jong-ah au scénario, d'après une histoire originale de Park Su-min.

## Fiche technique
- Titre original : 인류멸망보고서 (Inryu myeongmang bogoseo)
- Titre international : Doomsday Book
- Réalisation : Kim Jee-woon et Lim Pil-seong
- Scénario : Lee Hwan-hui, Kim Jee-woon, Yang Jong-gyu et Lim Pil-seong
- Décors : Kang So-young, Cho Hwa-sung et Park Ju-yeong
- Costumes : Choe Cha-nam
- Photographie : Jo Sang-yuen, Kim Ji-yong et Ha Seong min
- Montage : Nam Na-young, Kim Mi-yeong, Nam Na-young, Im Seon-gyeong et Mun Se-gyeong
- Musique : Mowg
- Production : Choe Hyeon-muk
- Sociétés de production : ZIO Entertainment
- Société de distribution : Lotte Entertainment
- Budget : 5 000 000 de dollars[1].
- Pays d'origine : Corée du Sud
- Langue originale : coréen
- Format : couleur - 2.35 : 1 - Dolby Digital - 35 mm
- Genre : science-fiction
- Durée : 113 minutes
- Dates de sortie : 
  -  Corée du Sud : 11 avril 2012
  -  Suisse romande : 10 juillet 2012 (Festival international du film fantastique de Neuchâtel)
  -  France : 16 septembre 2012 (Festival européen du film fantastique de Strasbourg)
  -  France : 22 novembre 2012 (Paris International Fantastic Film Festival)
  -  France : 3 février 2013 (Festival international du film fantastique de Gérardmer)

## Distribution
A Cool Brave New World
- Kim Roi-ha : le père de Seok-woo
- Lee Kan-hee : la mère de Seok-woo
- Hwang Hyo-eun : la sœur de Seok-woo
- Ma Dong-seok : l'étudiant nerveux
- Jung Woo : Joong-dong
- Choi Deok-moon : le cuisinier
- Kim Mu-yeol : Ji-ho
- Bong Joon-ho : Lee Joon-ho
- Park Ho-young : lui-même
- Yoon Je-moon : Joo Je-moon

Heavenly Creature
- Jo Yoon-hee : Ji-eun
- Lee Bong-gyu : Monk Joo-ji
- Jeong Jae-jin : le guide spirituel

Happy Birthday
- Yoon Se-ah : la mère de Min-seo
- Ryoo Seung-soo : le présentateur du journal télévisé
- Lee Young-eun : Lee Eun-kyung, la présentatrice du journal télévisé
- John Kim : le chercheur de NASA
- Kevin Lee : le ministre de la Science et la Technologie

## Production
La production commence en 2006 avec, à l'origine, les réalisateurs Kim Jee-woon, Lim Pil-seong et Han Jae-rim avant de tomber en faillite dans cette même année : Han Jae-rim est le seul qu'il n'ait pas réalisé son propre film, dont l'histoire est inspirée d'une nouvelle Le Cadeau des rois mages (The Gift of Magic) de O. Henry, malgré les deux autres courts-métrages achevés.
Financement désormais possible grâce à un nouveau partenaire, le projet reprend alors en 2010. Lim Pil-seong remplace Han Jae-rim avec un scénario différent de l'idée originale : une science-fiction se rapprochant d'une comédie musicale.

## Accueil

### Sortie
Doomsday Book sort le 11 avril 2011 en Corée du Sud.

### Box-office
| Pays ou région | Box-office     | Date d'arrêt du box-office | Nombre de semaines |
| -------------- | -------------- | -------------------------- | ------------------ |
| Monde          | —              | —                          | —                  |
| Corée du Sud   | 97 720 entrées | 29 avril 2011              | 4                  |

## Distinctions

### Récompenses
- Toronto After Dark Film Festival 2012 : Meilleur film de science-fiction
- FanTasia 2012 : Prix du chevalier noir du meilleur film international

### Nominations
- Festival européen du film fantastique de Strasbourg 2012 :
  - Octopus d'or
  - Prix du public
  - Méliès d'Argent
  - Mention spéciale du jury
- Paris International Fantastic Film Festival 2012 :
  - Prix du jury de la compétition internationale du meilleur long métrage
  - Prix spécial Ciné + Frisson du long métrage
  - Prix du public du Long métrage
- Festival international du film de Catalogne 2012 : Meilleur film
  - Mention spéciale du jury de la compétition internationale
- Festival international du film fantastique de Gérardmer 2013 : « Film de clôture »
- Asian Film Awards 2013 : Meilleurs effets visuels